# Noordhoek

Vista general de Noordhoek desde Chapman's Peak Drive.

Noordhoek es un barrio residencial de Ciudad del Cabo, Sudáfrica, localizado bajo el Pico Chapman en la costa de oeste de la Península del Cabo, aproximadamente a treinta y cinco kilómetros al sur de la ciudad. El nombre 'Noordhoek' proviene del holandés y literalmente significa 'esquina del norte'. Es muy conocida para su pintoresca costa y su playa larga, amplia, arenosa, que llega al sur al pueblo vecino de Kommetjie. Cerca del final sur de esta playa está el buque de vapor 'Kakapo' en ruinas, que encalló hace aproximadamente un siglo cuando el capitán confundió el Pico Chapman con el Cabo de Buena Esperanza y puso proa al puerto.
Noordhoek es también un suburbio de Bloemfontein en la Provincia del Estado Libre, Sudáfrica.
- Datos: Q378376
- Multimedia: Noordhoek / Q378376